# Matoury
Matoury é uma comuna francesa do departamento de ultramar da Guiana Francesa. Sua população em 2007 era de 1 958 habitantes. Com Rémire-Montjoly, esta cidade é o subúrbio e uma área residencial de atividade de Caiena. 
É no território deste concelho que se localiza o Aeroporto Internacional de Rochambeau e Porto do Larivot.

## Ligações Externas
- Site do Conselho geral da Guiana
- Site pessoal de Matoury